# Hans Schönrath
Hans Schönrath (ur. 8 listopada 1902 w Gronau (Westf.), Nadrenia Północna-Westfalia, zm. 10 lutego 1945 w Bałtyjsku, były ZSRR) – niemiecki bokser kategorii ciężkiej, wicemistrz Europy.
Startując w Mistrzostwach Europy w Berlinie 1927 roku, został srebrnym medalistą mistrzostw.
Uczestniczył w Igrzyskach Olimpijskich w Amsterdamie 1928 roku.
Dwukrotny mistrz Niemiec w 1925 i 1928 oraz wicemistrz kraju w 1926 roku.
W latach 1928–1939 walczył na ringu zawodowym, stoczył 88 walk, z czego 37 wygrał, 14 zremisował i 37 przegrał.
Utonął po zatopieniu statku ss „General von Steuben”.